# Sagetia

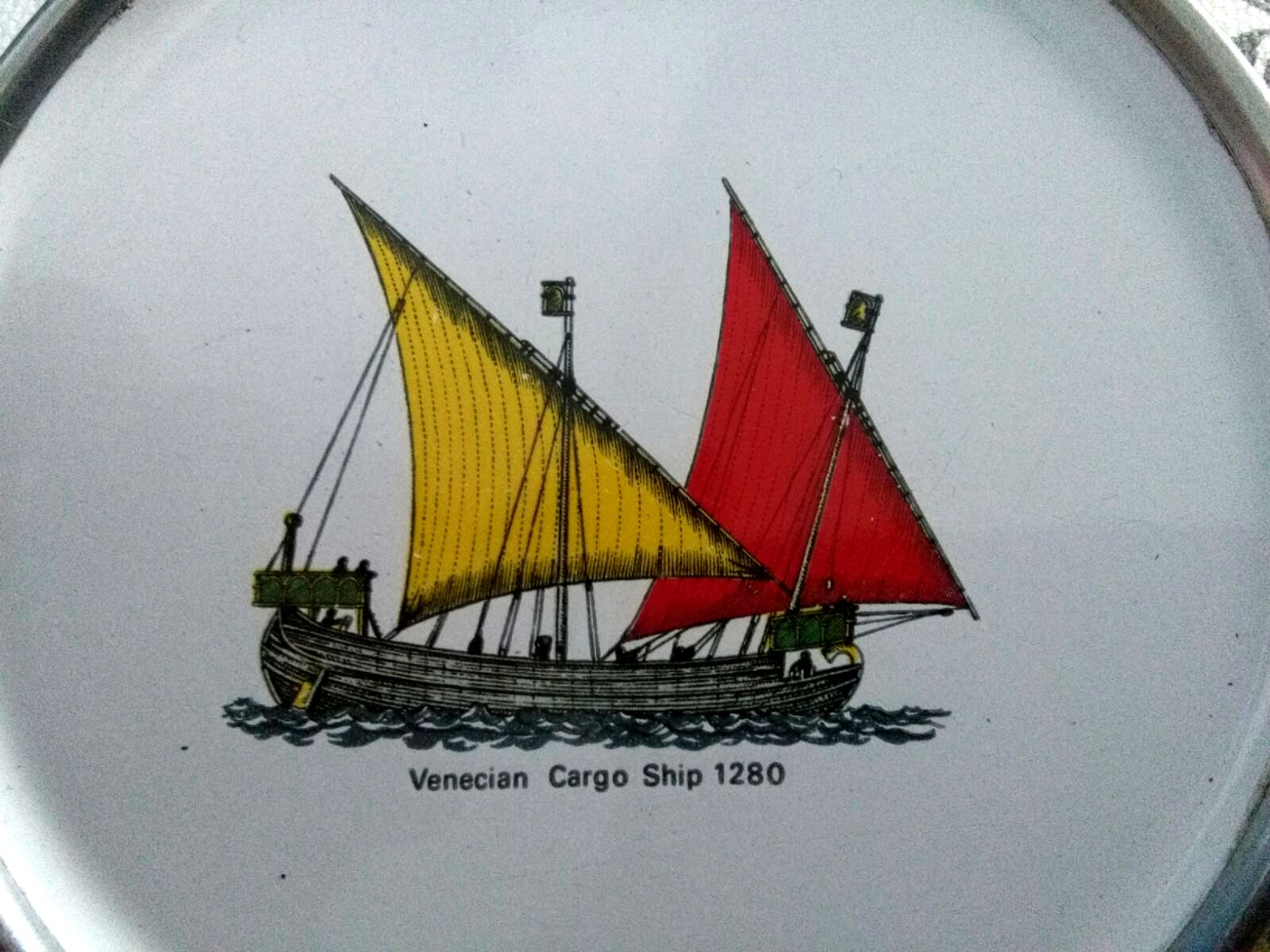
Vaixell venecià de 1280. Molt semblant a una sagetia o un barcusium del.

Sagetia (també escrit sagètia) és un nom d'embarcació que designa tres tipus diferents de bastiment o vaixell:
- En els inicis, aproximadament segles X-XII, una sagetia era una embarcació de rems relativament petita, que podia dur una vela auxiliar. Semblant a una faluga o barca de panescalm.
- En els segles XIV i XV es tractava d'una embarcació més gran amb dos pals i dues veles llatines, que es desplaçava a vela però que navegava a rem quan calia (amb un nombre considerable de remers, cadascun amb un rem). Les sagèties catalanes s'assemblaven molt a les caravel·les i sovint es confonien amb aqueixes.
- En els segles XVII i XVIII una sagètia comportava un vaixell bastant gran (d'unes 300 tones), amb tres pals i que només navegava a vela.

En els tres casos hom associava el nom de sagetia amb velocitat. Les sageties armades s'usaven per a atacar altres embarcacions en la pràctica del cors i la pirateria. I també com a vaixells correu o per a fugir de l'enemic. Moltes de les sagèties més grans dels segles XVIII i XiX serviren com a vaixells de càrrega i transport.

## Etimologia
Alguns experts, Joan Coromines entre d'altres, indicaren que l'origen del nom és àrab. Probablement del terme “saití” (un altre ètim seria “xaytīya”). En tractar-se de barques molt ràpides les terminologies europees varen decantar-se cap al llatí “sagitta” (fletxa) i els seus derivats...
Alguns termes associats són: sagitta (llatí), sagittiam (llatí), sagettiam, segètia,...
- En el Dizionario Etimologico Online (versió digitalitzada del Vocabolario Etimologico della Lingua Italiana di Ottorino Pianigiani.) es pot consultar que “saettia” italià deriva segons alguns de l'àrab “satjia”, pronunciat “saitija”, i segons altres de “saètta” degut a la velocitat d'aquelles embarcacions.

## Documentació comentada
- 1163. “...et unam  sagittiam , de Provintia venientem, prendiderunt, et tres naves magnas et vacuas ad fauces Arni demersuerunt...” (Traducció: “...capturaren una sagetia que venia de Provença i enfonsaren tres grans naus sense tripulació a les boques del riu Arno...).[2]
- 1226. Dues sageties catalanes amb base a Tarragona practiquen el cors i capturen una tarida sarraïna carregada de fusta del valí de Mallorca.[3]
- 1247. Sagetia de 28 rems venuda a Mallorca per italians i comprada per un italià parent. El preu total fou de 64 lliures melgareses (32 pel buc i 32 per la xàrcia: arbres, antenes i veles). Arxivat 2019-08-16 a Wayback Machine.
- 1270. El rei Carles I d'Anjou  decideix armar una sagetia per a defensar el castell de Licata per mar (“...sagettiam unam pro custodia maritime dicti Castri...”).[4]
- 1302. Corsaris catalans capturen, en el port de Tunis, una tarida de Pisa i una sagetia genovesa. (Anuario de estudios medievales, Volum 38,Part 2, pàg.844).[5]
- 1327. Documents en català sobre el corsari Martín Sanxez, propietari d'una barca o sagetia de 20 rems (“...una sagetia o barqua de vint rems...”.
- 1338.[6]
- 1428. Dos viatges d'una sagetia italiana de transport. Primera importació i arribada de naips a Roma, des de Catalunya via Gaeta
- 1442. Detalls sobre un procés protagonitzat per una sagètia[7] (o “sagetia”).[8] En els documents originals la denominació del tipus de vaixell és interessant perquè la fa equivalent a calavera o fusta.[9]
- 1460. En un llibre alemany es diu: “lo buch de la calavera o segetia de la qual és patró en Salvador Roig”.[10]
- 1465. Contracte per a la construcció d'una calavera per a Gracià Amat. Amb un buc de 24 a 25 gúes de roda a roda. Amb dos pals (mestre i mitjana), bauprès i tres timons.[11]
- 1714. Sagetia de 12 canons i 150 tripulants en la defensa de Barcelona . Pagada per Sebastià Dalmau.
- 1779. Sagetia corsària construïda a Mataró: 24 canons I 130 tripulants.

## Dimensions i desplaçament de les sageties alseglexv
Segons un treball d'Antoni de Capmany i Montpalau  sobre els vaixells arribats a Barcelona en els anys 1497, 1498 i 1499:
- l'any 1497 anotada una sagetia de 2000  quintars  i dues sageties de 1000 quintars
- l'any 1498 anotades dues sageties de 1000 quintars
- l'any 1499 anotades tres sageties de 1000 quintars i una de 1200 quintars

Les arribades anotades de caravel·les en el mateix període són molt més nombroses (aproximadament 41 calaveres contra 10 sageties). El mateix Capmany afirma que només va recollir les arribades de vaixells de més de 50 tones, ignorant les moltíssimes arribades de bastiments petits.
Els quintars fan referència a la capacitat de càrrega, relacionada amb les taxes a pagar.